# Bundesliga de 2009–10
A Bundesliga de 2009–10 foi a 47.ª edição da principal divisão do futebol alemão. O regulamento será similar ao dos anos anteriores.

## Regulamento
A Bundesliga será disputada por 18 clubes em 2 turnos. Em cada turno, todos os times jogam entre si uma única vez. Os jogos do segundo turno serão realizados na mesma ordem no primeiro, apenas com o mando de campo invertido. Não há campeões por turnos, sendo declarado campeão alemão o time que obtiver o maior número de pontos após as 34 rodadas.

### Critérios de desempate
Caso haja empate de pontos entre dois clubes, os critérios de desempates serão aplicados na seguinte ordem:
1. Saldo de gols
2. Gols marcados
3. Confronto direto

## Televisão

### No Brasil
A ESPN renovou com os organizadores até a temporada 2011/2012 com direito a exibição de três jogos por rodada e havendo a possibilidade de exibição pela internet. O BandSports também renovou fazendo o mesmo acordo que fez a ESPN, sendo que a diferença é que tem direito a quatro jogos por rodada.
No caso da televisão aberta, a TV Esporte Interativo foi a primeira a se oferecer em transmitir, sem informar a quantidade de temporadas[carece de fontes?].

## Participantes
| Time                | Localidade      | Estádio               | Capacidade |
| ------------------- | --------------- | --------------------- | ---------- |
| Bayer Leverkusen    | Leverkusen      | BayArena              | 30,000     |
| Bayern Munique      | Munique         | Allianz Arena         | 69,901     |
| Bochum              | Bochum          | Rewirpower Stadion    | 31,328     |
| Borussia Dortmund   | Dortmund        | Westfalen Stadion     | 80,708     |
| Borussia M'Gladbach | Mönchengladbach | Borussia Park         | 54,067     |
| Colônia             | Colônia         | Rhein Energie Stadion | 50,374     |
| Eintracht Frankfurt | Frankfurt       | Wald Stadion          | 52,300     |
| Freiburg            | Freiburg        | Badenova Stadion      | 24,918     |
| Hamburgo            | Hamburgo        | HSH Nordbank Arena    | 57,274     |
| Hannover            | Hanôver         | AWD-Arena             | 49,000     |
| Hertha Berlin       | Berlim          | Olympia Stadion       | 74,228     |
| Hoffenheim          | Sinsheim        | Rhein Neckar Arena    | 30,158     |
| Mainz               | Mogúncia        | Stadion am Bruchweg   | 20,300     |
| Nuremberg           | Nuremberga      | Easy Credit Stadion   | 47,000     |
| Schalke 04          | Gelsenkirchen   | Veltins Arena         | 61,673     |
| Stuttgart           | Estugarda       | Mercedes-Benz Arena   | 58,000     |
| Werder Bremen       | Brema           | Weserstadion          | 42,358     |
| Wolfsburg           | Wolfsburg       | Volkswagen Arena      | 30,122     |

## Classificação
| Bundesliga | Bundesliga          | Bundesliga | Bundesliga | Bundesliga | Bundesliga | Bundesliga | Bundesliga | Bundesliga | Bundesliga | Bundesliga | Bundesliga | Bundesliga |
| Time | Time                | Pts        | J          | V          | E          | D          | GP         | GC         | SG         | %          |            |            |
| --- | ------------------- | ---------- | ---------- | ---------- | ---------- | ---------- | ---------- | ---------- | ---------- | ---------- | ---------- | ---------- |
| 1 | Bayern Munique      | 70         | 34         | 20         | 10         | 4          | 72         | 31         | 41         | 69         |            |            |
| 2 | Schalke 04          | 65         | 34         | 19         | 8          | 7          | 53         | 31         | 22         | 64         |            |            |
| 3 | Werder Bremen       | 61         | 34         | 17         | 10         | 7          | 71         | 40         | 31         | 60         |            |            |
| 4 | Bayer Leverkusen    | 59         | 34         | 15         | 14         | 5          | 65         | 38         | 27         | 58         |            |            |
| 5 | Borussia Dortmund   | 57         | 34         | 16         | 9          | 9          | 54         | 42         | 12         | 56         |            |            |
| 6 | Stuttgart           | 55         | 34         | 15         | 10         | 9          | 51         | 41         | 10         | 54         |            |            |
| 7 | Hamburgo            | 52         | 34         | 13         | 13         | 8          | 56         | 41         | 15         | 51         |            |            |
| 8 | Wolfsburg           | 50         | 34         | 14         | 8          | 12         | 64         | 58         | 6          | 49         |            |            |
| 9 | Mainz               | 47         | 34         | 12         | 11         | 11         | 36         | 42         | -6         | 46         |            |            |
| 10 | Eintracht Frankfurt | 46         | 34         | 12         | 10         | 12         | 47         | 54         | -7         | 45         |            |            |
| 11 | Hoffenheim          | 42         | 34         | 11         | 9          | 14         | 44         | 42         | 2          | 41         |            |            |
| 12 | Borussia M'Gladbach | 39         | 34         | 10         | 9          | 15         | 43         | 60         | -17        | 38         |            |            |
| 13 | Colônia             | 38         | 34         | 9          | 11         | 14         | 33         | 42         | 24         | 37         |            |            |
| 14 | Freiburg            | 35         | 34         | 9          | 8          | 17         | 35         | 59         | -24        | 34         |            |            |
| 15 | Hannover            | 33         | 34         | 9          | 6          | 19         | 43         | 67         | -24        | 32         |            |            |
| 16 | Nuremberg           | 31         | 34         | 8          | 7          | 19         | 32         | 58         | -26        | 30         |            |            |
| 17 | Bochum              | 28         | 34         | 6          | 10         | 18         | 33         | 64         | -31        | 27         |            |            |
| 18 | Hertha Berlin       | 24         | 34         | 5          | 9          | 20         | 34         | 56         | -22        | 24         |            |            |
| Pts – Pontos ganhos; J – Jogos; V - Vitórias; E - Empates; D - Derrotas; GP – Gols pró; GC – Gols contra; SG – Saldo de gols; % - Aproveitamento de pontos |                     |            |            |            |            |            |            |            |            |            |            |            |

|  |                                                                                                   |
|  | Zona de classificação à fase de grupos da Liga dos Campeões da UEFA de 2010-11                    |
|  | Zona de classificação aos play-offs para a fase de grupos da Liga dos Campeões da UEFA de 2010-11 |
|  | Zona de classificação à Liga Europa da UEFA de 2010-11                                            |
|  | Zona de disputa do play-off para promoção/rebaixamento para a temporada 2010-11                   |
|  | Zona de rebaixamento à Segunda Divisão Alemã de 2010-11                                           |

| Campeão Alemão 2009/2010 |
| ------------------------ |
| FC Bayern München        |

## Confrontos
Para ler a tabela, a linha horizontal representa os jogos da equipe como mandante. A coluna vertical indica os jogos da equipe como visitante.
Jogos da próxima rodada estão em vermelho.
Jogos "clássicos" estão em negrito.
Resultados do primeiro turno estão em verde.
|                     | BLE | BMU | BOC | BDO | BMG | COL | EFR | FRE | HAM | HAN | HBE | HOF | MAI | NÜR | S04 | STU | WBR | WOL |
| ------------------- | --- | --- | --- | --- | --- | --- | --- | --- | --- | --- | --- | --- | --- | --- | --- | --- | --- | --- |
| Bayer Leverkusen    | —   | 1-1 | 2-1 | 1-1 | 3-2 | 0-0 | 2-1 | 3-1 | 4-2 | 3-0 | 1-1 | 1-0 | 4-2 | 4-0 | 0-2 | 4-0 | 0-0 | 2-1 |
| Bayern Munique      | 1-1 | —   | 3-1 | 3-1 | 2-1 | 0-0 | 2-1 | 2-1 | 1-0 | 7-0 | 5-2 | 2-0 | 3-0 | 2-1 | 1-1 | 1-2 | 1-1 | 3-0 |
| Bochum              | 1-1 | 1-5 | —   | 1-4 | 3–3 | 0-0 | 1-2 | 1-2 | 1-2 | 0-3 | 1-0 | 2-1 | 2-3 | 0-0 | 2-2 | 0-2 | 1-4 | 1-1 |
| Borussia Dortmund   | 3-0 | 1-5 | 2-0 | —   | 3-0 | 1-0 | 2-3 | 1-0 | 1-0 | 4-1 | 2-0 | 1-1 | 0-0 | 4-0 | 0-1 | 1-1 | 2-1 | 1-1 |
| Borussia M'Gladbach | 1-1 | 1-1 | 1-2 | 0-1 | —   | 0-0 | 2-0 | 1-1 | 1-0 | 5-3 | 2-1 | 2-4 | 2-0 | 2-1 | 1-0 | 0-0 | 4-3 | 0-4 |
| Colônia             | 0-1 | 1-1 | 2-0 | 2-3 | 1-1 | —   | 0-0 | 2-2 | 3-3 | 0-1 | 0-3 | 0-4 | 1-0 | 3-0 | 1-2 | 1-5 | 0-0 | 1-3 |
| Eintracht Frankfurt | 3-2 | 2-1 | 2-1 | 1-1 | 1-2 | 1-2 | —   | 2-1 | 1-1 | 2-1 | 2-2 | 1-2 | 2-0 | 1-1 | 1-4 | 0-3 | 1-0 | 2-2 |
| Freiburg            | 0-5 | 1–2 | 1-1 | 3-1 | 3-0 | 0-0 | 0-2 | —   | 1–1 | 1-2 | 0-3 | 0–1 | 1-0 | 2-1 | 0-0 | 0-1 | 0-6 | 1-0 |
| Hamburgo            | 0-0 | 1-0 | 0-1 | 4-1 | 2-3 | 3-1 | 0-0 | 2-0 | —   | 0-0 | 1-0 | 0-0 | 0-1 | 4-0 | 2-2 | 3-1 | 2-1 | 1-1 |
| Hannover            | 0-0 | 0-3 | 2-3 | 1-1 | 6-1 | 1-4 | 2-1 | 5-2 | 2-2 | —   | 0-3 | 0-1 | 1-1 | 1-3 | 4-2 | 1-0 | 1-5 | 0-1 |
| Hertha Berlin       | 2-2 | 1-3 | 0-0 | 0-0 | 0-0 | 0-1 | 1-3 | 0-4 | 1-3 | 1-0 | —   | 0-2 | 1-1 | 1-2 | 0-1 | 0-1 | 2-3 | 0-0 |
| Hoffenheim          | 0-3 | 1-1 | 3-0 | 1-2 | 2-2 | 0-2 | 1-1 | 1-1 | 5-1 | 2-1 | 5-1 | —   | 0-1 | 3-0 | 0-0 | 1-1 | 0-1 | 1-2 |
| Mainz               | 2-2 | 2-1 | 0-0 | 1-0 | 1-0 | 1-0 | 3-3 | 3-0 | 1-1 | 1-0 | 2-1 | 2-1 | —   | 1-0 | 0-0 | 1-1 | 1-2 | 0-2 |
| Nuremberg           | 3-2 | 1-1 | 0-1 | 2-3 | 1-0 | 1-0 | 1-1 | 0-1 | 0-4 | 0-2 | 3-0 | 0-0 | 2-0 | —   | 1-2 | 1-2 | 2-2 | 0-2 |
| Schalke 04          | 2-2 | 1-2 | 3-0 | 2-1 | 3-1 | 2-0 | 2-0 | 0-1 | 3-3 | 2-0 | 2-0 | 2-0 | 1-0 | 1-0 | —   | 2-1 | 0-2 | 1-2 |
| Stuttgart           | 2-1 | 0-0 | 1-1 | 4-1 | 2-1 | 0-2 | 2-1 | 4-2 | 1-3 | 2-0 | 1-1 | 3-1 | 2-2 | 0-0 | 1-2 | —   | 0-2 | 3-1 |
| Werder Bremen       | 2-2 | 2-3 | 3-2 | 1-1 | 3-0 | 1-0 | 2-3 | 4-0 | 1-1 | 0-0 | 2-1 | 2-0 | 3-0 | 4-2 | 0-2 | 2-2 | —   | 2-2 |
| Wolfsburg           | 2-3 | 1-3 | 4-1 | 1-3 | 2-1 | 2-3 | 3-1 | 2-2 | 2-4 | 4-2 | 1-5 | 4-0 | 3-3 | 2-3 | 2-1 | 2-0 | 2-4 | —   |